# ۵-برمو-دی‌ام‌تی
۵-برمو-دی‌ام‌تی (به انگلیسی: 5-Bromo-DMT) با فرمول شیمیایی C۱۲H۱۵N۲Br یک ترکیب شیمیایی با شناسه پاب‌کم ۳۶۰۲۵۲ است. 